# Anarchytecture
Anarchytecture è il sesto album in studio del gruppo musicale britannico Skunk Anansie, pubblicato il 15 gennaio 2016 dalla earMUSIC.

## Tracce
Testi e musiche di Skin, Cass Lewis, Ace e Mark Richardson, eccetto dove indicato.
1. Love Someone Else – 3:31 (Skin, Martin Buttrich)
2. Victim – 4:16
3. Beauty Is Your Curse – 3:41
4. Death to the Lovers – 4:08
5. In the Back Room – 3:38
6. Bullets – 3:52
7. That Sinking Feeling – 2:46
8. Without You – 3:35
9. Suckers! – 1:21
10. We Are the Flames – 3:25
11. I'll Let You Down – 3:29

## Formazione
Gruppo
- Skin – voce, cori
- Ace – chitarra
- Cass Lewis – basso, tastiera
- Mark Richardson – batteria, percussioni

Altri musicisti
- Pete Davis – tastiera aggiuntiva (tracce 1, 3 e 4), programmazione aggiuntiva (1, 2, 4 e 11)

Produzione
- Tom Dalgety – produzione, registrazione
- Robbie Nelson – ingegneria del suono
- Jeremy Wheatley – missaggio

## Classifiche
| Classifica (2016) | Posizione massima |
| ----------------- | ----------------- |
| Austria           | 48                |
| Belgio (Fiandre)  | 25                |
| Belgio (Vallonia) | 36                |
| Francia           | 105               |
| Germania          | 52                |
| Italia            | 5                 |
| Paesi Bassi       | 37                |
| Polonia           | 8                 |
| Regno Unito       | 85                |
| Svizzera          | 11                |